# Meteorus ate
Meteorus ate är en stekelart som beskrevs av Nixon 1943. Meteorus ate ingår i släktet Meteorus och familjen bracksteklar. Inga underarter finns listade i Catalogue of Life.